# Connopus
Connopus es un género de hongos en la familia Marasmiaceae. Este género monotípico fue circunscrito en 2010 para ubicar la especie Connopus acervatus, que estaba anteriormente en el género Gymnopus. Es propio de América del Norte y Europa, donde crece en grandes grupos sobre madera en descomposición.